# Altenbekener Sparherd

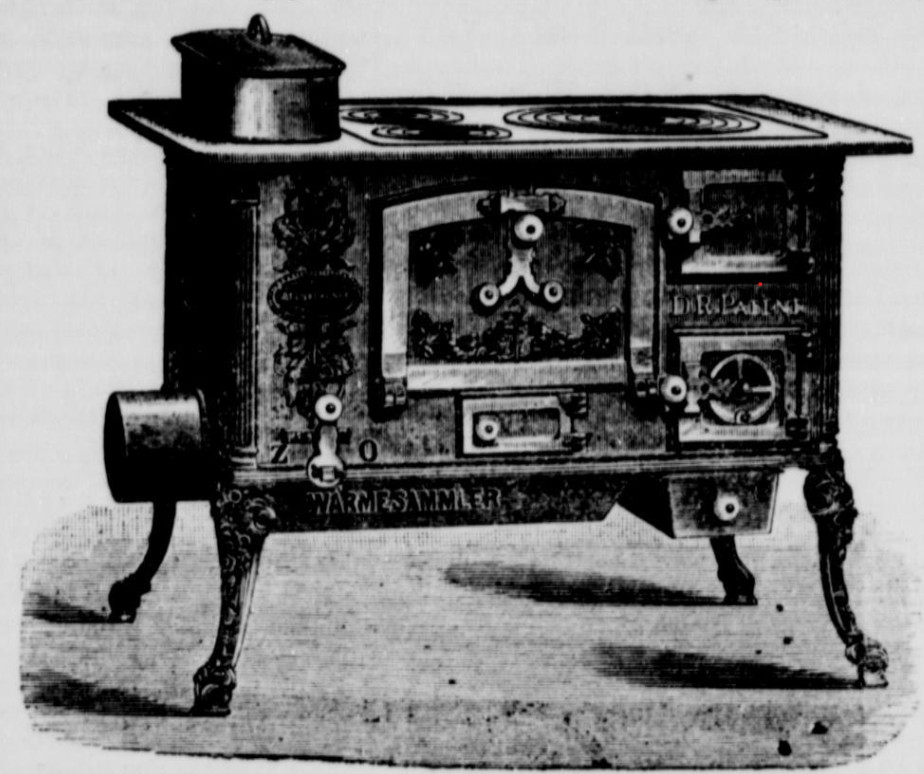
Altenbekener Sparherd aus einer Werbeanzeige der Lippischen Landes-Zeitung vom 4. Juni 1892

Der Altenbekener Sparherd war eine innovative Kochmaschine aus dem späten 19. Jahrhundert, die in der Eisenhütte Altenbeken (heute Nordrhein-Westfalen) produziert wurde. Das patentierte Modell galt als besonders kohlen- und energieeffizient und erlangte internationale Anerkennung, unter anderem durch eine Auszeichnung auf der Internationalen Ausstellung für das Rote Kreuz, Armeebedarf, Hygiene, Volksernährung und Kochkunst im Jahr 1892 in Leipzig.

## Eisenverarbeitungsgeschichte in Altenbeken
Die Geschichte der Eisenverarbeitung in Altenbeken reicht nachweislich bis ins Jahr 1377 zurück. Über einen Zeitraum von mindestens 549 Jahren prägte der Eisenerzabbau die wirtschaftliche und soziale Struktur der Region nachhaltig.

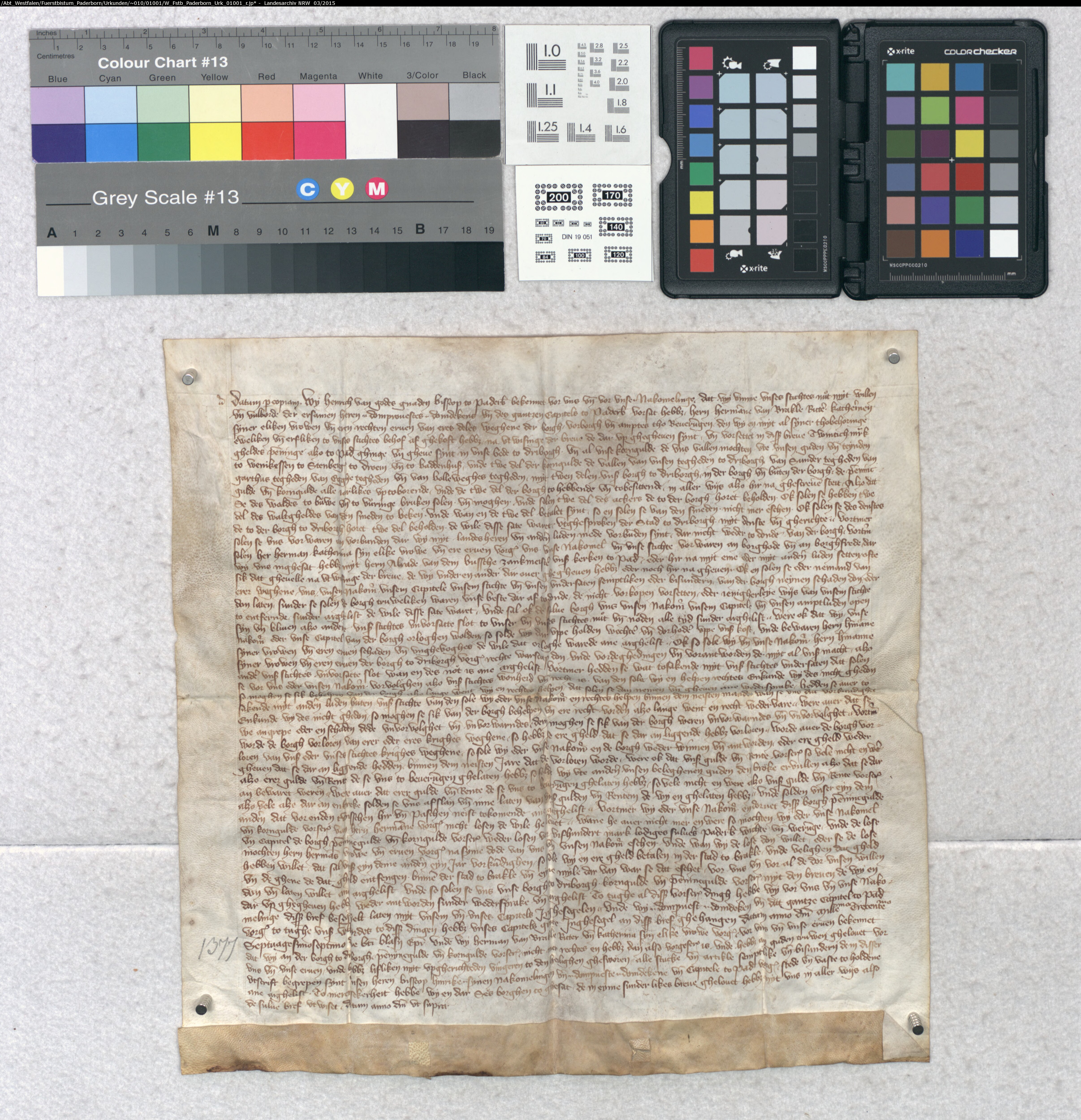
Erster urkundlicher Nachweis über die Eisenvarbeitung in Altenbeken durch die Verpfändung von zwei Teilen des Waldgeldes von den Schmieden zu Beken von Bischof Heinrich von Paderborn an Hermann von Brakel

Altenbeken war weit über seine Grenzen hinaus als Standort für Hüttenwerke, Hämmer und Schmieden bekannt. Zeugenaussagen aus einem Bergwerksprozess von 1774 beschreiben die Ortschaft als nahezu vollständig industriell geprägt:

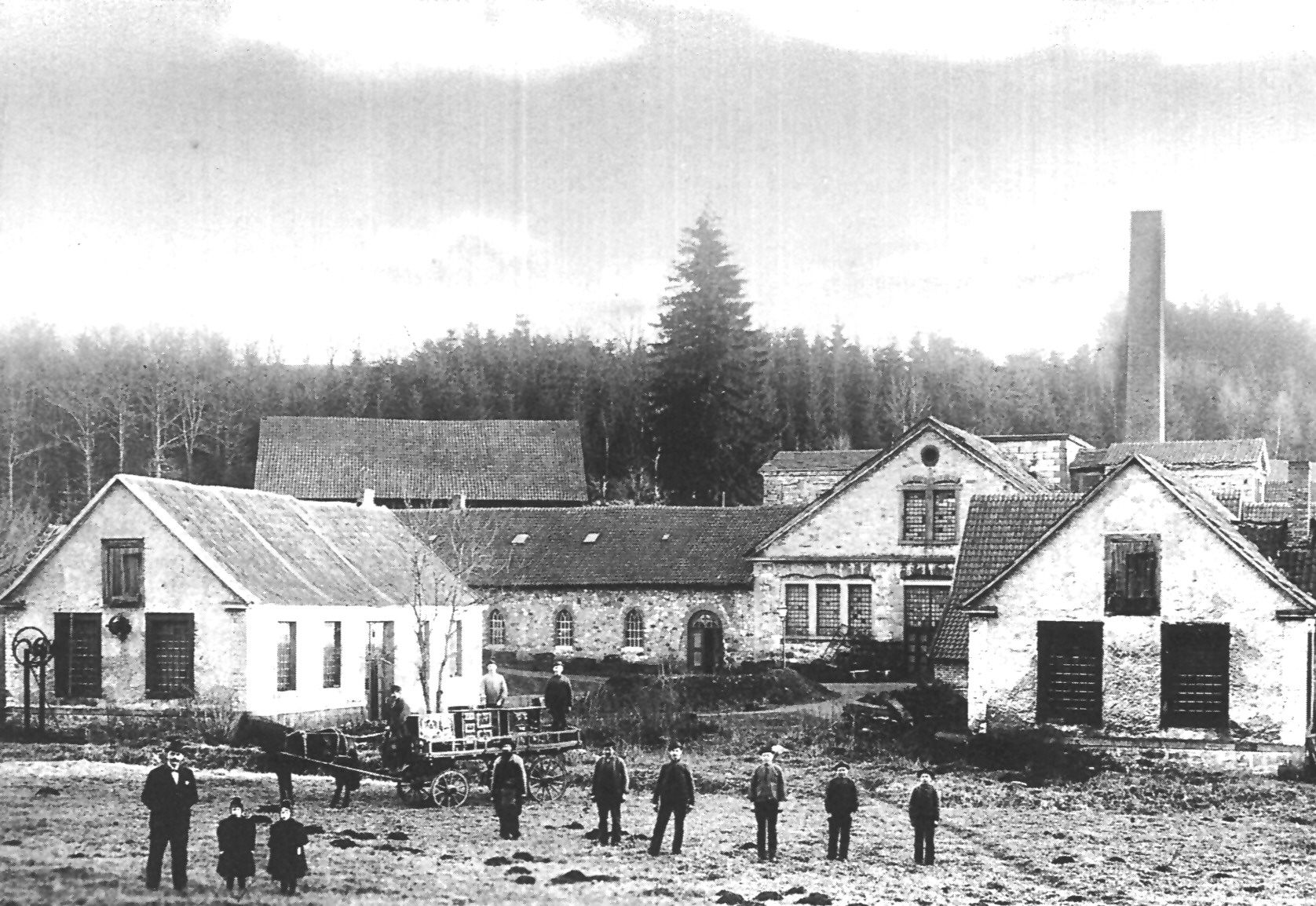
Südansicht der Altenbekener Eisenhütte um 1890. Links im Vordergrund steht der damalige Besitzer Franz Hillebrandt neben seinen zwei Töchtern. Im Hintergrund auf dem Fuhrwagen wurden mehrere Produkte der Eisenhütte für den Transport aufgeladen. Höchstwahrscheinlich handelt es sich dabei auch um Patent-Sparherde.

„In der ganzen Ortschaft gab es, so wollte es der Volksmund, vordem nur fünf Hausstätten, alle übrigen Gebäude waren ausschließlich Hütten und Hämmer, die so nahe beieinanderlagen, dass eine Hütte kaum einen Steinwurf weit von der anderen entfernt war.“
Neben der weithin bekannten Eisenbahngeschichte blickt Altenbeken somit auf eine noch ältere und langanhaltende Tradition der Eisenverarbeitung zurück, die das Ortsbild und die Lebenswelt der Menschen über Jahrhunderte maßgeblich mitgestaltete.

## Erfindung und Innovation
In den 1890er Jahren entwickelte der Eisenhüttenbesitzer Franz Hillebrandt in der Altenbekener Hütte einen sogenannten „Patent-Sparherd“, der sich durch 30 bis 50 % Kohlenersparnis gegenüber herkömmlichen Modellen auszeichnete. Grundlage der Innovation war ein speziell entwickelter Regulator in Kombination mit einem Wärmesammler, der die Energieausbeute deutlich steigerte. Der Herd war somit nicht nur effizienter, sondern auch nachhaltiger im Verbrauch – ein zukunftsweisender Ansatz für die damalige Zeit.

## Internationale Anerkennung
Der Altenbekener Sparherd wurde 1892 auf der „Internationalen Ausstellung für das Rote Kreuz, Armeebedarf, Hygiene, Volksernährung und Kochkunst“ in Leipzig präsentiert. Dort wurde er mit einem Ehrendiplom und einer goldenen Medaille ausgezeichnet – eine seltene und bedeutende Würdigung, die das Produkt weit über die Region hinaus bekannt machte.

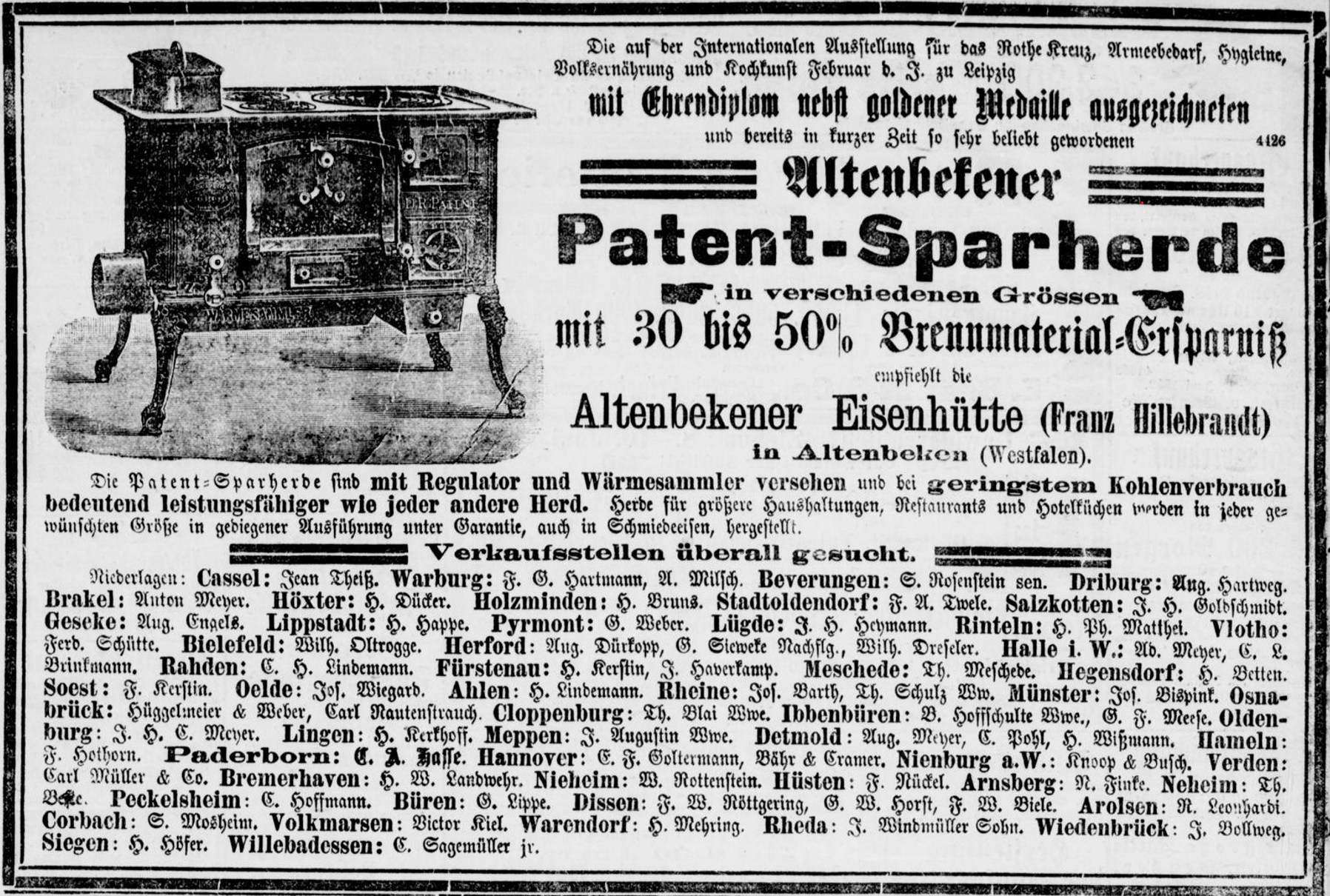
Werbeanzeige der Altenbekener Patent-Sparherde mit Hinweis auf Auszeichnungen und Verkaufsstellen vom 5. Juni 1892 im Westfälischen Volksblatt

Diese Ehrung führte zu einer spürbaren Steigerung der Nachfrage, wie sich an der wachsenden Zahl an Anzeigen und Vertriebspartnern sowie an vermehrten Stellenangeboten für Sandformer in zeitgenössischen Zeitungen ablesen lässt. Die Altenbekener Eisenhütte konnte sich dadurch wirtschaftlich stabilisieren und ihr Produktangebot erweitern.

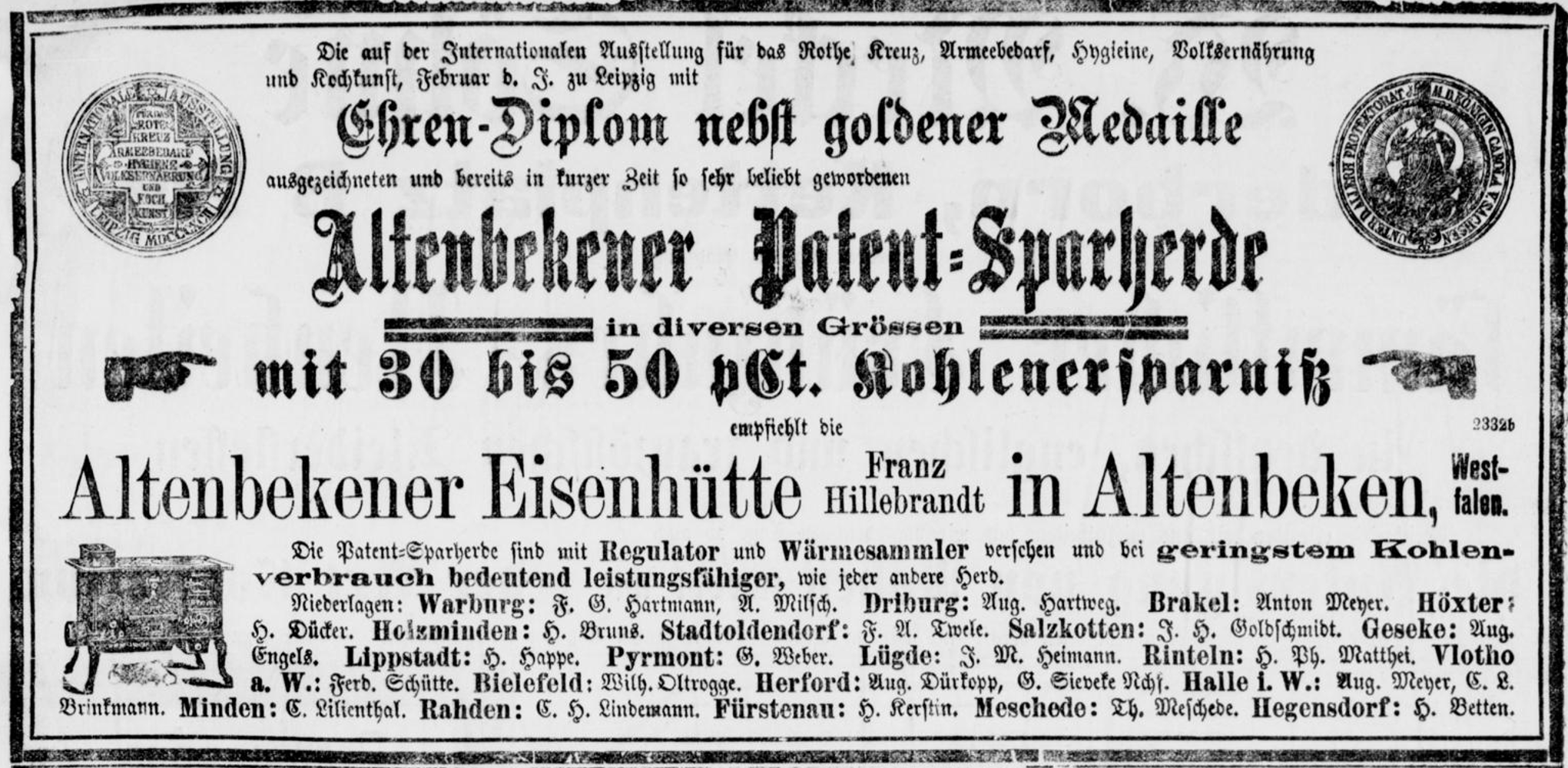
Werbeanzeige der Altenbekener Patent-Sparherde mit Hinweis auf Auszeichnungen und Verkaufsstellen vom 20. März 1892 im Westfälischen Volksblatt

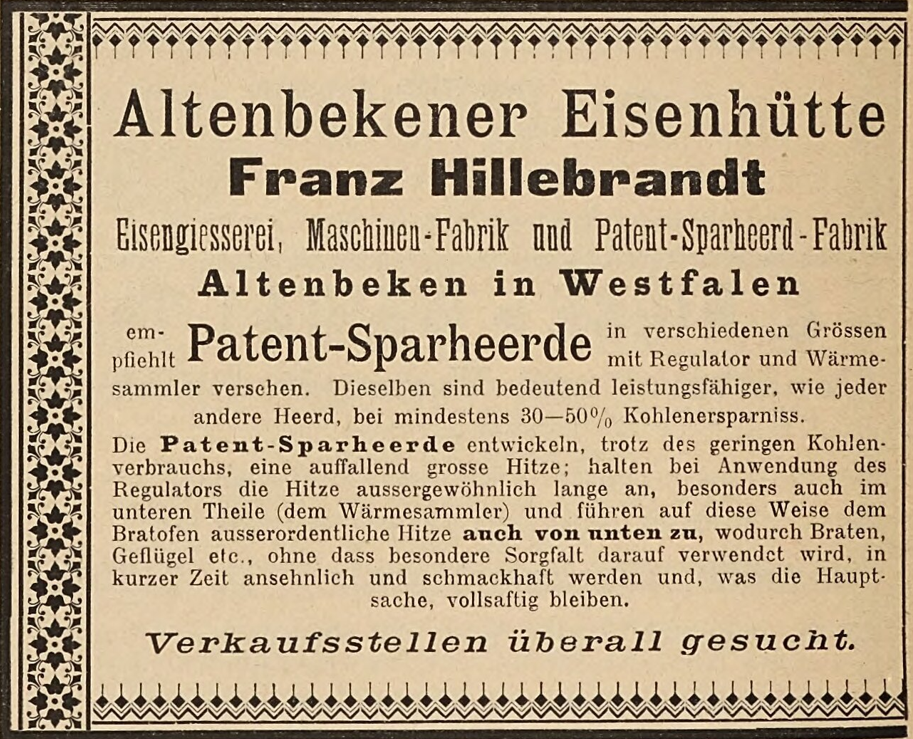
Anzeige der Altenbekener Patent-Sparheerde im Katalog der Internationalen Ausstellung für das Rote Kreuz, Armeebedarf, Hygiene, Volksernährung und Kochkunst im Februar 1892 zu Leipzig.

## Wiederentdeckung und historische Bedeutung
Der Heimat- und Geschichtsverein Altenbeken widmete sich seit 2023 intensiv der Erforschung der lokalen Industriegeschichte jenseits der bekannten Eisenbahntradition. Dank der digitalen Erschließung regionaler Zeitungen über das Portal „zeit.punkt NRW“ gelang es, bislang unbeachtete Quellen zur Produktion und Verbreitung des Altenbekener Sparherds zu erschließen.
Diese Dokumente belegen nicht nur den wirtschaftlichen Erfolg des Produkts, sondern auch seine kulturelle Bedeutung als Symbol für Erfindergeist, Ressourceneffizienz und die industrielle Stärke Altenbekens am Ende des 19. Jahrhunderts.

## Bedeutung für die Regionalgeschichte
Die Geschichte des Altenbekener Sparherds zeigt, dass die Identität Altenbekens lange vor der Blüte der Eisenbahnzeit durch den Erzabbau und die Eisenverarbeitung geprägt war. Die internationale Würdigung des Produkts ist ein herausragendes Beispiel dafür, dass technologische Innovation auch in kleineren Industriezentren ihren Ursprung haben kann – und internationale Aufmerksamkeit erlangen kann.